# Lithostege distictata
Lithostege distictata är en fjärilsart som beskrevs av Hugo Theodor Christoph 1887. Lithostege distictata ingår i släktet Lithostege och familjen mätare. Inga underarter finns listade i Catalogue of Life.